# توربوس
توربوس (بالأفريقانية: Toorbos)، هو فيلم دراما جنوب أفريقي صدر سنة 2019 وأخرجته رينيه فان روين. تدور قصة الفيلم حول امرأة شابة تواجه صراعًا بين مُثُلها ومُثُل زوجها. اختير الفيلم ليكون الترشيح الرسمي لدولة جنوب أفريقيا للتنافس على نيل جائزة أفضل فيلم روائي طويل دولي في حفل توزيع جوائز الأوسكار الثالث والتسعين، لكنه لم يدخل ضمن القائمة النهائية للجائزة.

## القصة
قبل فترة قصيرة من بداية الحرب العالمية الثانية، تتزوج امرأة شابة (كارولينا) من أسرة قروية فقيرة مع شاب ينحدر من أصول ثرية (فان). بدأت الزوجة الشابة في التكيف مع أسلوب حياة جديد مختلف عما ألفته. لكن بالرغم من ذلك، سرعان ما تغضب وتنزعج من زوجها لعدة أسباب.

## طاقم التمثيل
- شون بريبنور في دور فان مانكفوت.
- إيلاني ديكر في دور كارولينا كاب.
- ستيان سميث في دور يوهانس ستاندر.

## روابط خارجية
- توربوس على موقع IMDb (الإنجليزية)
- توربوس على موقع قاعدة بيانات الفيلم (الإنجليزية)
- توربوس على موقع ليتربوكسد (الإنجليزية)